# Грб Костромске области
Грб Костромске области је званични симбол једног од субјеката Руске федерације са статусом области — Костромске области. Грб је званично усвојен 20. априла 2006. године.

## Опис грба
Опис грба Костромске области гласи: „На азурно плавом пољу на сребрном таласастом мору налази се златни брод, украшен на прамцу главом орла, који има црвене очи и језик и златна крила, са седам веслача, са златним једрима и заставицом на крми. Орао на застави је из времена Руске империје Александара II Николајевича (црни двоглави орао са златним кљуном и канџама, као и црвеним језиком, крунисан са две мале царске круне).
Грб Костромске области је крунисан једном великом златном руском царском круном. 
Грб има двојицу штитоноша, два златна грифона са главом и крилима орла и тјелом лава, који у шапама држе штит. Грифони имају тамноцрвене очи и језике, а у подножју стоје на златној грани иза које је лента Ордена Лењиновог реда.“